# 普萊希夫 (日托米爾州)
普莱希夫（羅馬化：Plekhiv）是烏克蘭北部日托米爾州日托米爾區切尔尼亚希夫市镇内的村落，始建於1636年，面積0.65平方公里，海拔高度235米，2001年人口108，人口密度每平方公里165.39人。